# Memphis soul
Il Memphis soul è uno sottogenere del soul elegante e allo stesso tempo funky meno "squadrato" del Southern Soul. È uno stile "torrido" e "sfavillante" nato negli anni '60 e '70 a Memphis, nel Tennessee, negli studi della Stax Records e della Hi Records, caratterizzato da un suono elegante, melanconico e melodico prodotto da fiati, organo, basso e batteria
Tra i primi sviluppatori del Memphis Soul troviamo il trombettista Willie Mitchell, altri rappresentanti sono stati Al Green, che incise con la Hi records e i Booker T. & the MG's, i quali suonarono però anche il Southern Soul.
Dopo l'ascesa della disco music il Memphis Soul perse in popolarità ed iniziò il suo progressivo declino.